# Cabinet fantôme de James Callaghan
Thatcher Foot
James Callaghan est devenu Leader de l'Opposition le 4 mai 1979 après avoir perdu les élections de 1979 et est resté dans ses fonctions jusqu'à ce que Michael Foot soit élu chef du parti travailliste le 2 octobre 1980. Callaghan a nommé son cabinet fantôme en juin 1979 avec Foot (Deputy Leader) et les 12 membres élus du Cabinet fantôme affectés le 14 juin et de nouvelles nominations au 18 juin. Depuis l’ouverture du Parlement jusqu’à cette date, le Cabinet de Callaghan est restés, à quelques exceptions près sont inchangé.

## Liste du cabinet fantôme
Le 14 juillet 1979, Callaghan a assigné des portefeuilles au leader adjoint et aux 12 gagnants des élections du cabinet fantôme. 
| Portefeuille | Ministre de l'ombre   |
| --- | --------------------- |
| Leader de la très loyale opposition de Sa Majesté Chef du Parti travailliste                                                                  | James Callaghan       |
| Leader fantôme de la Chambre des communes Leader adjoint du parti travailliste                                                                | Michael Foot          |
| Chancelier de l'Échiquier du cabinet fantôme                                                                                                  | Denis Healey          |
| Secrétaire d'État des affaires étrangères et du Commonwealth du cabinet fantôme                                                               | Peter Shore           |
| Secrétaire d'État à l'Intérieur du cabinet fantôme Ministre du cabinet fantôme chargé de la réforme de la procédure à la Chambre des communes | Merlyn Rees           |
| Secrétaire d'État à la Défense du cabinet fantôme                                                                                             | Bill Rodgers          |
| Secrétaire d'État de l'énergie du cabinet fantôme                                                                                             | David Owen            |
| Secrétaire d'État de l'éducation et de la science du cabinet fantôme                                                                          | Neil Kinnock          |
| Secrétaire d'État à l'emploi du cabinet fantôme                                                                                               | Eric Varley           |
| Secrétaire d'État à l'environnement du cabinet fantôme                                                                                        | Roy Hattersley        |
| Secrétaire d'État à l'Industrie du cabinet fantôme                                                                                            | John Silkin           |
| Ministre du développement outre-mer du cabinet fantôme                                                                                        | Judith Hart           |
| Secrétaire d’État au commerce du cabinet fantôme                                                                                              | John Smith            |
| Secrétaire d'État aux Transports du cabinet fantôme                                                                                           | Albert Booth          |
| Secrétaire d'État pour l'Écosse du cabinet fantôme                                                                                            | Bruce Millan          |
| Secrétaire d'État pour l'Irlande du Nord du cabinet fantôme                                                                                   | Brynmor John          |
| Secrétaire d'État pour le pays de Galles du cabinet fantôme                                                                                   | Alec Jones            |
| Ministre de l'agriculture, de la pêche et de l'alimentation du cabinet fantôme                                                                | Roy Mason             |
| Secrétaire d'État à la Santé du cabinet fantôme                                                                                               | Stanley Orme          |
| Leader de l'opposition à la Chambre des lords                                                                                                 | Fred Peart            |
| Opposition Chief Whip in the House of Commons                                                                                                 | Michael Cocks         |
| Opposition Chief Whip in the House of Lords                                                                                                   | Annie Llewelyn-Davies |
| Lord Chancelier du cabinet fantôme | Lord Elwyn-Jones      |